# Carl Andersson Evald
Carl Andersson Evald (ursprungligen Carl Evald Andersson), född 25 maj 1849 på Helleby i Kils socken, död 13 mars 1909 i Chicago var en svenskamerikansk präst, teolog och tidningsredaktör. Han var från 1883 gift med Emmy Christine Evald.
Carl Andersson Evald var son till arrendatorn Anders Andersson. Han var elev vid Örebro högre allmänna läroverk 1859-1865 varpå han under en tid arbetade för att kunna fullfölja sina studier vid läroverket 1867-1868. 1867 greps han av religiös väckelse och beslutade efter Tuve Hasselquists besök i Sverige 1870 att bli präst bland svenskamerikanerna. 1871 studerade han vid Per August Ahlbergs skola i Ahlsborg och emigrerade samma år till USA. Carl Andersson Evald inskrevs vid Augustana teologiska seminarium i Paxton, Illinois på hösten samma år och prästvigdes året därpå vid synodalmötet i Galesburg, Illinois. Därefter var han en tid pastor vid Augustanaförsamlingen i Minneapolis och 1875 pastor vid Immanuels församlingen i Chicago. Evald utnämndes 1900 till teologie doktor vid Augustana College och teologiska seminarium. Han var i början av 1870-talet sekreterare för Minnesotakonferensen och ordförande i sitt missionsdistrikt i Chicago. Han var även sekreterare, vice president och president för Augustanasynodens Illinoiskonferens och medlem av dess verkställande kommitté och av synodens missionsstyrelse. Evald var medlem av den kommitté som utarbetade den nya hemlandssångboken och från 1884 ledamot och senare sekreterare i styrelsen för Augustana Hospital i Chicago och ordförande i svensk-lutherska Prästsällskapet där. Evald var redaktör för den religiösa tidskriften Nåd och sanning 1877-1882 och 1884-1887 samt redaktör för bartidningen Barn-Vännen 1880-1886 och medarbetade även i andra tidskrifter.